# Arturo Mena Roig
Arturo Mena Roig (¿1878? - Mèxic, 1950) va ser un militar espanyol que va combatre en la Guerra civil espanyola.

## Biografia
Quan va començar la guerra era un Tinent coronel retirat que es va mantenir fidel a la República. Malgrat això, el Govern de Francisco Largo Caballero ho va reincorporar al servei actiu el 15 d'octubre, integrant-se en el nou Exèrcit Popular amb el rang de coronel. En les fases inicials de la guerra es va convertir en un comandant de les milícies que van actuar durant el setge de l'Alcàsser de Toledo i en la defensa de Madrid.
Militar extravagant, es va fer conegut per anar sempre acompanyat d'un macaco al qual anomenava "Catalina". Al maig de 1937 va dirigir un atac fallit contra les posicions franquistes situades al sud de Toledo, amb el suport de la 11a Divisió d'Enrique Líster. Per a aquella època Mena Roig era comandant de l'Agrupació Autònoma d'Extremadura-Sud del Tajo. Més tard va manar la 6a Divisió i el VII Cos d'Exèrcit, intervenint en el Front d'Extremadura.
Al final de la contesa va marxar a l'exili a França, i més tard a Mèxic, on va morir el 1950.